# Arwa Damon

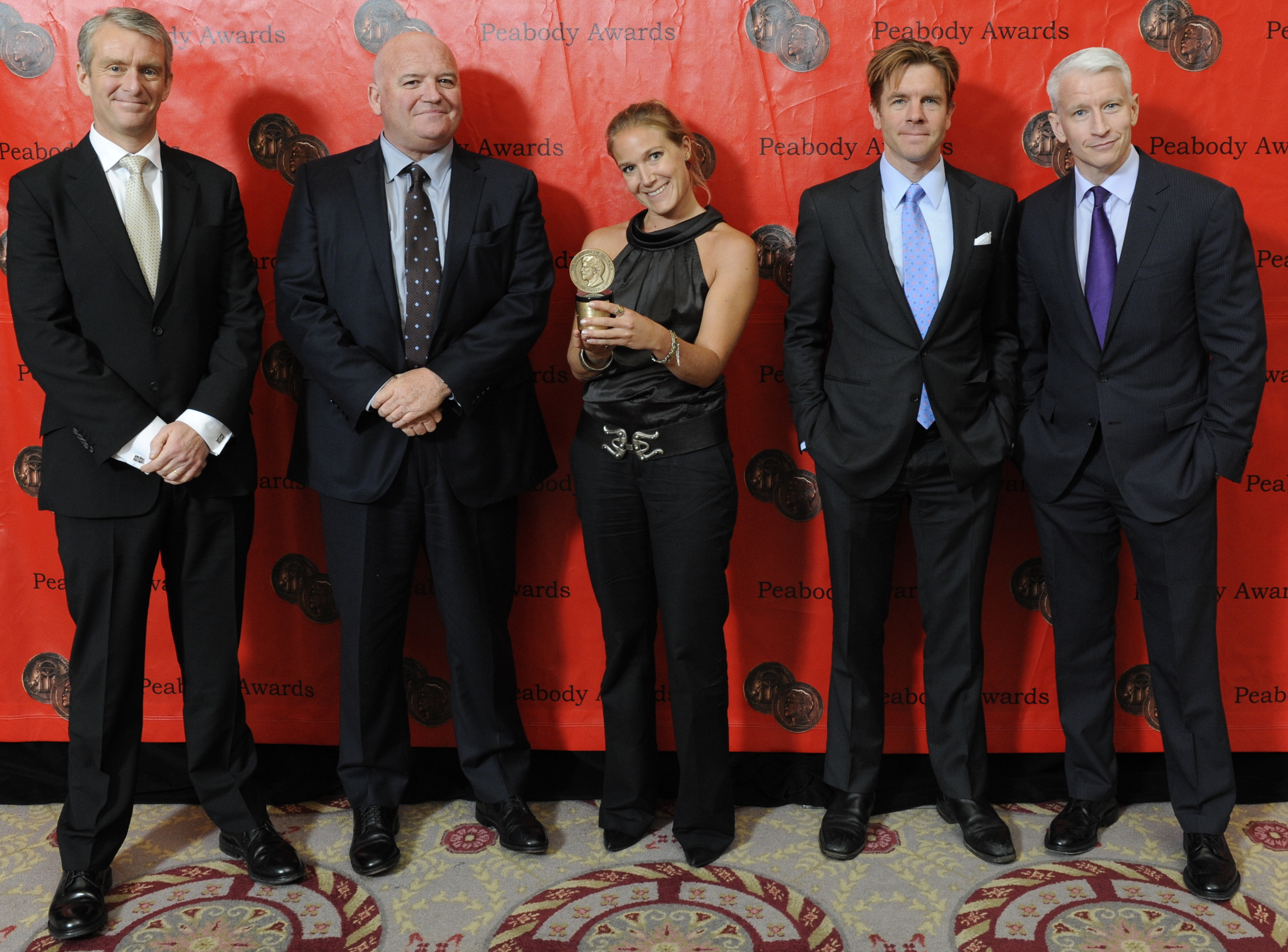
Nic Robertson, Tony Maddox, Arwa Damon, Ivan Watson und Anderson Cooper bei der Peabody Award Verleihung im Mai 2012

Arwa Damon (* 19. September 1977 in Boston) ist eine US-amerikanische Journalistin. Seit 2006 ist sie für CNN tätig und leitet seit 2010 das CNN-Büro in Beirut und berichtet als Korrespondentin aus dem Libanon und der arabischen Region.

## Leben
Damon wird von CNN als Expertin für Berichte aus dem Irak eingesetzt.
2011 berichtete sie von den Protesten in der Arabischen Welt, insbesondere von der Revolution in Ägypten und dem Bürgerkrieg in Libyen.
Bevor sie zu CNN kam, war sie drei Jahre als Freier Mitarbeiter für verschiedene Nachrichtenorganisationen in der Nahostregion tätig.
Sie studierte Französisch und Biologie und im Nebenfach Internationale Beziehungen. Nach den Terroranschlägen am 11. September 2001 entschied sie sich für eine Karriereplanung abseits ihrer Hauptfächer.
Sie ist in Marokko und der Türkei aufgewachsen und spricht neben Englisch Arabisch, Französisch und Türkisch.
Arwa Damon ist eine Mitbegründerin von INARA, einer humanitären, non-profit-, nicht-staatlichen Hilfsorganisation für im Krieg verletzte syrische Kinder.
| Jahr         | Beschreibung |
| ------------ | --- |
| 2003 – 2006  | Sie war für CameraPlanet (einem Anbieter von Inhalten für Nachrichtensender) im Dritten Golfkrieg                                                                                               |
| 2003 – 2010  | Im Irakkrieg für CNN |
| 2010         | Berichterstattung vom Arabischen Frühling |
| 2011 – heute | Berichterstattung vom Bürgerkrieg in Syrien seit 2011 |
| 2012         | Libyen – Bengazi Zwischenfall |
| 2013         | Demokratische Republik Kongo – Feature über Wilderei im Odzala National Park |
| 2014         | Berichte über Massenentführung nigerianischer Schülerinnen 2014 durch Boko Haram in Nigeria |
| 2014 – heute | Syrien – Internationale Allianz gegen den Islamischen Staat |
| 2016         | Irak – Schlacht um Mossul |
| 2018         | Thailand – Rettungsaktion in der Tham Luang |
| 2018         | Sie begleitete eine Crew auf einem Greenpeace Schiff nach Antarktika |
| 2018         | Sie berichtet derzeit aus der Türkei |
| 2019         | Sie reiste nach Kathmandu in Nepal, um über eine Häufung von Todesfällen bei Mount-Everest-Kletterern zu berichten.                                                                             |
| 2019         | 2019 reiste sie noch einmal mit Greenpeace, diesmal in die Arktis um über das signifikante Abschmelzen der Pole und deren besondere Bedeutung für das Ökosystem der gesamten Erde zu berichten. |